# ウラジーミル・ルシャイロ
ウラジーミル・ボリソヴィチ・ルシャイロ（ロシア語: Влади́мир Бори́сович Руша́йло, ラテン文字転写: Vladimir Borisovich Rushailo, 1953年7月28日 - ）は、ロシア連邦の政治家。内務省官僚出身のシロヴィキで、人質解放の強行作戦の実行に関する専門家。ボリス・エリツィン政権とウラジーミル・プーチン政権で内務大臣、ロシア連邦安全保障会議書記、CIS執行議長及び書記を歴任した。

## 来歴
1953年6月28日にソビエト連邦のロシア・ソビエト連邦社会主義共和国のタンボフ州タンボフ市に誕生する。1972年から内務省。1976年、ソ連内務省オムスク高等民警学校卒業。学校卒業後、モスクワ内務総局刑事捜索部で働く。1986年から組織犯罪対策に従事し、モスクワ市内の両替店を監督。1988年～1993年、モスクワ刑事捜索部第6課（匪賊・組織犯罪対策）長。1992年から地域組織犯罪対策局長。1994年、民警少将。
1995年3月、テレビジャーナリスト、ウラジスラフ・リスチエフ殺害と関連して、株式会社「LogoVAZ」社長ボリス・ベレゾフスキーの事務所を捜索。1996年10月、組織犯罪対策総局第一副総局長に任命。同年12月、ロシア安全保障会議に出向。1996年～1998年、連邦院議長の法務問題・安全保障担当顧問。
1998年5月9日、ロシア連邦内務次官に任命、中将に昇進。チェチェンにおけるロシア要人誘拐事件解決に当たる。1999年5月31日、セルゲイ・ステパーシン内務大臣が首相に就任したため、後任の内相に就任、大将に昇進。2001年3月28日、安全保障会議書記に就任する。安全保障会議書記としては、中国を訪問し中露関係の緊密化に一役買うなどした。2004年6月12日にCIS（独立国家共同体）執行委員会議長。
上院議員を経て、2008年8月22日に国際法律経済大学学長に就任した。

## パーソナル
- 妻帯で3児を有する。
- 「勇気」勲章、「名誉」勲章、「個人的勇気に対する」勲章並びに「MVD功労職員」記章を受賞。